# Pseudoraja fischeri
Pseudoraja fischeri, là loài cá đuối thuộc họ Rajidae và là thành viên duy nhất của chi Pseudoraja. Loài cá đuối viễn dương này xuất hiện ở Đại Tây Dương từ Florida và khu vực vịnh México tới Honduras.